# Verónica Cangemi
Verónica Cangemi (Mendoza, 10 ottobre 1964) è una violoncellista e soprano argentina che ha sviluppato la sua carriera prevalentemente in Europa specializzandosi nel repertorio dell'opera lirica barocca (in particolare in opere di Händel, Vivaldi e Mozart).

## Biografia
Si è avvicinata alla musica classica dapprima come violoncellista e, dopo aver vinto il concorso Francisco Viñas di Barcellona, anche come cantante, perfezionando gli studi con il soprano britannico Heather Harper.
Nel 1993 ha debuttato al Teatro Colón di Buenos Aires nel ruolo di Zerlina nel mozartiano Don Giovanni. Tre anni dopo, nel 1996, è stata Pamina ne Il flauto magico.
Al Glyndebourne Festival Opera è Servilia ne La clemenza di Tito nel 1995 ed Iphigenie in Ifigenia in Aulide (Gluck) nel 2002.
Al San Francisco Opera nel 1995 è Ninette in L'amore delle tre melarance diretta da Kent Nagano e Dalinda in Ariodante (opera) con Sonia Prina nel 2008.
Nel 2000 è Poppea ne L'incoronazione di Poppea con Sara Mingardo, Anna Bonitatibus e Gemma Bertagnolli al Teatro Comunale di Firenze.
Per il Teatro La Fenice di Venezia canta Cristo sul Monte degli Ulivi (Beethoven) al Teatro Malibran ed è Angèle in Le domino noir sempre al Malibran per l'inaugurazione della stagione nel 2003, Lucio Cinna in Lucio Silla nel 2006 e Poppea in Agrippina (Händel) nel 2009.
Al Teatro alla Scala di Milano nel 2006 canta la Petite messe solennelle e sempre nel 2006 e nel 2010 è Zerlina in Don Giovanni con Carmela Remigio.
Nel 2007 è Angelica in Orlando furioso (Vivaldi) con la Prina e Jennifer Larmore al Edinburgh International Festival.
Nel 2010 e nel 2011 è Morgana in Alcina (opera) al Wiener Staatsoper.
Nel 2011 tiene un concerto con Vivica Genaux a Brema.
Nel 2012 è Mimì ne La bohème al New National Theatre di Tokyo, Nerea in Deidamia (Händel) al De Nederlandse Opera di Amsterdam, Cleofide in Poro, re delle Indie con Sonia Prina al Händel-Halle di Halle (Saale) ed a Basilea, canta Rinaldo (opera) al Teatro Colón e Atalante in Serse (opera) all'Opéra Royal de Versailles.

## Repertorio
È anche interprete rossiniana ed è stata diretta da alcuni fra i maggiori direttori d'orchestra, fra cui Mark Minkowski, Jean-Christophe Spinosi e Alan Curtis de Il Complesso Barocco. Si esibisce regolarmente nei teatri di Parigi, Firenze, Monaco di Baviera, Berlino, Madrid, al festival di Glyndebourne, a quello di Salisburgo, oltre che a Graz, Innsbruck, Montreux, Würzburg, Ludwigsburg, Amsterdam, Montpellier, San Francisco e Lisbona.
Ha inciso diversi CD di opere liriche o con arie d'opera.

## Discografia essenziale
- Gluck, Orfeo ed Euridice / Jacobs
- Händel: Alcina / Bolton
- Händel: Ariodante / Minkowski
- Händel: Fernando Re Di Castiglia / Curtis, (prima rappresentata sotto il nome di Sosarme)
- Mozart: Lucio Silla / Netopeli (Salzburgo DVD)
- Mozart: Lucio Silla / Netopeli
- Rossini: Tancredi /Peeters
- Scarlatti: Griselda / Jacobs
- Vivaldi: Orlando Furioso  / Spinosi
- Vivaldi: Catone in Utica / Malgoire
- Vivaldi: Griselda / Spinosi
- Italia 1600 - Argentina 1900 / Stella Ensemble (opere di Vivaldi, Villa Lobos, Haendel, Guastavino, Piazzolla)
- Pergolesi, Missa S.Emidio/È dover che le luci/Manca la guida - Claudio Abbado/Sara Mingardo/Orch. Mozart, 2009 Archiv Produktion